# Sistema palametoscópico de Gilbert Palmer Pond

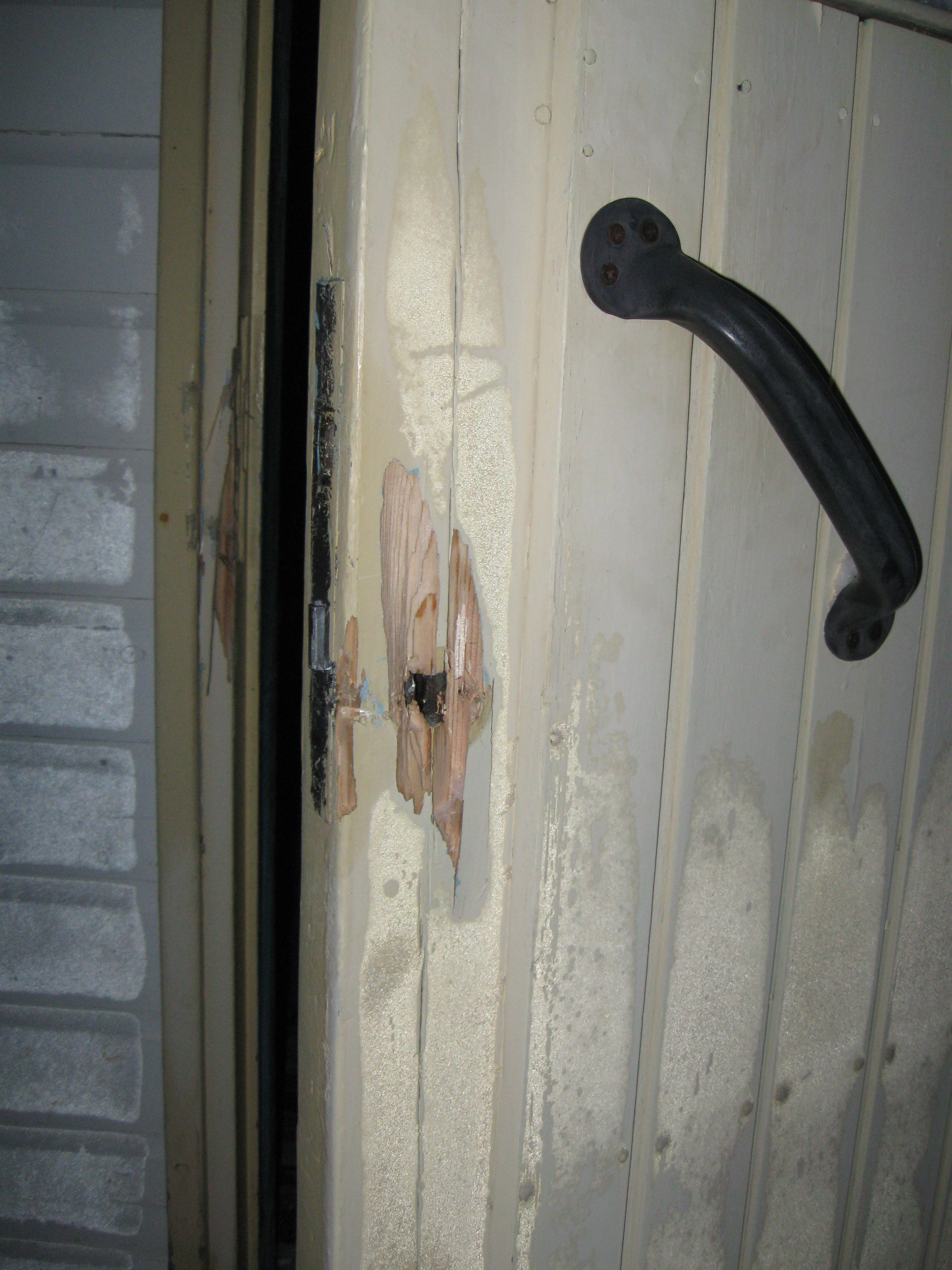
Luego de un delito es frecuente encontrar rastros de palmas, por lo que se hace imperioso llevar un registro de delincuentes reincidentes.

El sistema palametoscópico de Gilbert Palmer Pond es un método sistemático que utiliza la palametoscopía para la identificación y registro de neonatos y delincuentes, mediante los diseños que forman las crestas papilares en las palmas de las manos. Es obra de Gilbert Palmer Pond, médico legista del West Suburban Hospital del Municipio de Oak Park (condado de Cook, Illinois) y fue publicado por primera vez en el libro The Palm Print Method of Infant Identification (1938). Fue concebido para la identificación de recién nacidos, a fin de sustituir al método pelmatoscópico imperante en la maternidades de Estados Unidos; debido a que los diseños y puntos característicos son más abundantes en las palmas que en las plantas de los pies, por lo que la palametoscopía otorga mayor grado de certeza y fiabilidad. Este sistema admite tanto archivos monopalmares (los policiales) como bipalmares (los neonatales). Siendo, a su vez, el más utilizado para este fin en el mundo.

## Grupos de diseños
Los diseños que pueden presentar las líneas se dividen en nueve grupos: «arco», «presilla interna», «presilla externa», «verticilo», «diseño no encuadrable» y «anomalía». Estos deben respetar un estricto orden de prelación, el cual es muy importante para la correcta clasificación del palametograma.

### Arco
El autor define como arco a todo conjunto de líneas que durante su recorrido se disponen de forma transversal, algo curvas y paralelas entre sí (arco llano o simple); o bien presentan un quiebre anguloso (arco angular o quebrado); caen ostensiblemente hacia el lado derecho o izquierdo (arco con inclinación de líneas); se elevan conformando una figura piramidal (arco piramidal) o redondeada (arco piniforme); o están constituidos por tres sistemas independientes que convergen en un punto denominado delta central, trípode o arco palmar. Pese a la enorme diferencia entre estos tipos de diseños, todos ellos se representan con el número «1».

### Presilla
Denomina presilla a todo diseño en el cual las líneas en algún momento de su recorrido vuelven en la misma dirección, formando asas o apresillamientos.
Si las ramas que componen la cabeza del asa central (la más interna) se dirigen hacia el interior del palametograma y el diseño se encuentra en las regiones primera, segunda, tercera o sexta se simboliza con la letra B («presilla baja»). Si es en la cuarta o quinta, le corresponde la letra P («presilla palmar»).
Si las ramas que componen la cabeza del asa central se dirigen hacia el exterior del palametograma y el diseño se encuentra en las regiones primera, segunda, tercera o sexta se simboliza con la letra L («presilla larga»). Si las líneas ingresan y salen por los límites laterales, le corresponde la letra U («presilla ulnar»). Si lo hacen por el límite inferior y se encuentra la cuarta o quinta región, se simboliza con la letra C («presilla cubital») y R («presilla radial»), respectivamente

### Verticilo

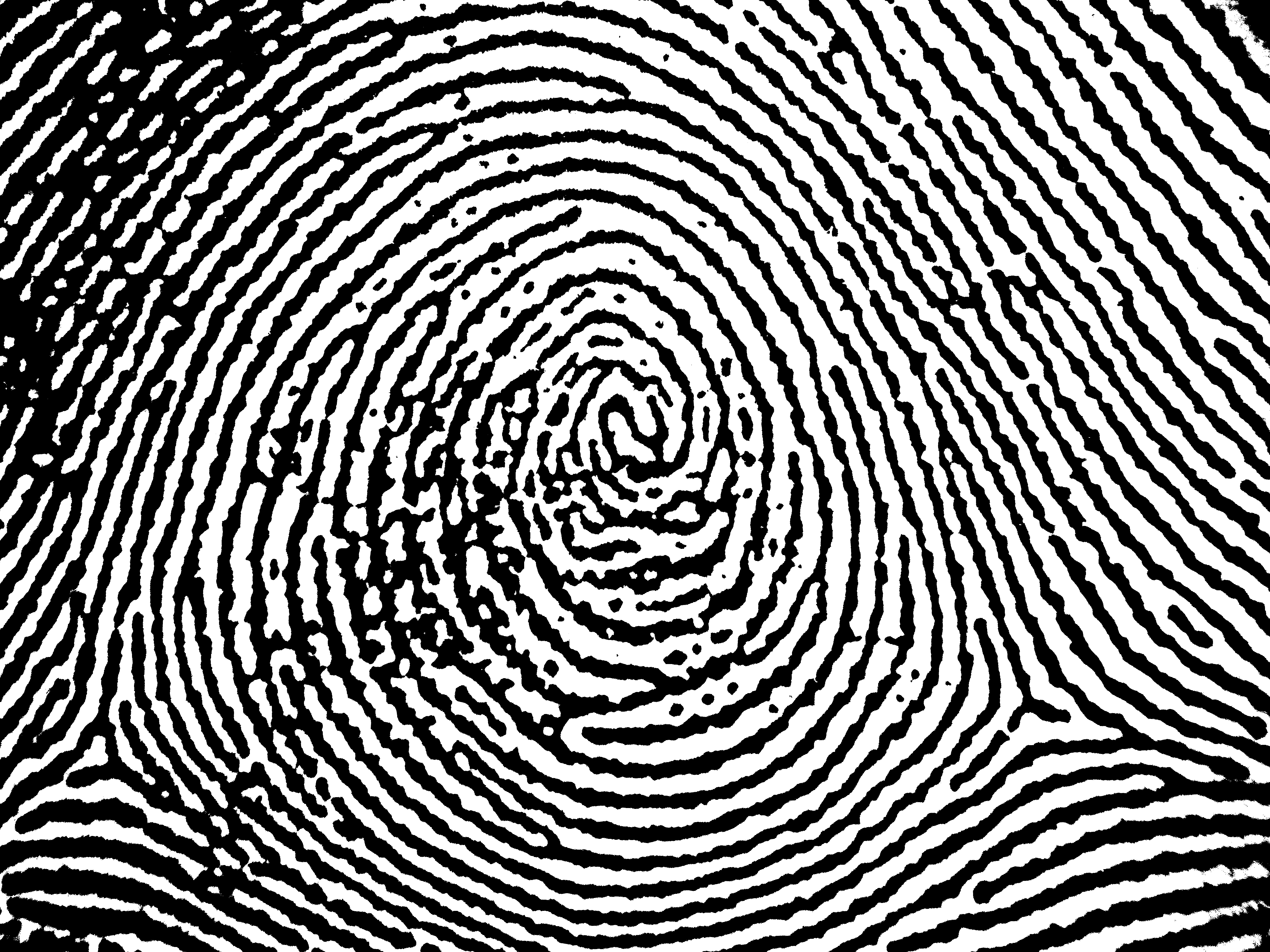
Verticilo sinusoidal

Define como verticilo a todos aquellos diseños que están constituidos por líneas que se agrupan conformando núcleos con centros definidos o definibles. Si su centro es iniciado por una línea curva en forma de espiral, se lo simboliza con la letra S («verticilo espiral»). Si lo conforma una circunferencia, cerrada completamente o no, le corresponde la letra W («verticilo concéntrico»). Si, en cambio, el núcleo del diseño forma un centro similar a una sinusidad («verticilo sinusoidal»), a un gancho o pinza («verticilo ganchoso») o a un ovoide («verticilo ovoidal»); se simboliza con la letra O.

### Dendrítico
Si el diseño está formado por líneas que se desprenden de una troncal común a todas, de forma similar a las ramas de un árbol o un candelabro, forma un dendrítico y se lo clasifica con la letra D.

### Mosaico
Un mosaico es un conjunto de líneas que se disponen a modo de trama o urdimbre, cruzándose entre sí, como una malla o cuadrícula. Se lo representa con la letra I.

### Carencia total de diseño
A la carencia total de diseño se lo clasifica con un guion (-).

### Cicatriz permanente

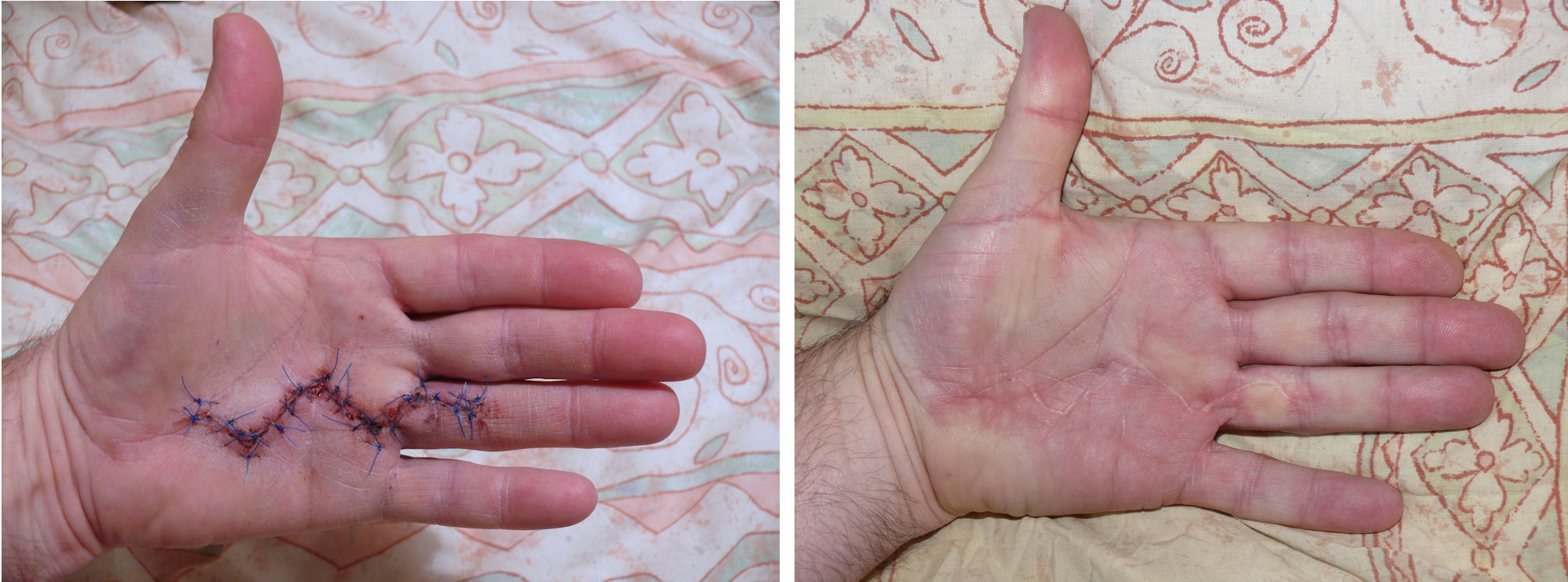
Las cicatrices más importantes pasan a ser una característica más de la identidad física de la persona.

Si se presenta una cicatriz permanente que destruya total o parcialmente el área impidiendo determinar el diseño que se encuentra debajo, se lo simboliza con la letra X.

### Amputación
Si la persona sufrió una amputación, no se debe encuadrar sus diseños, y se clasifica esa mano con las letras «Amp».

### Anomalía
Se clasifica como anomalía a todas las anomalías palmares, ya sean congénitas o adquiridas. En estos casos se procede igual que con las amputaciones y se lo clasifica con el nombre de la anomalía correspondiente.
| Orden de prelación | Nomenclatura             | Simbología (primera, segunda, tercera y sexta región) | Simbología (cuarta y quinta región) |
| ------------------ | ------------------------ | ----------------------------------------------------- | ----------------------------------- |
| 1                  | Arco                     | A                                                     | A                                   |
| 2                  | Presilla                 | B L                                                   | P U C R                             |
| 3                  | Verticilo                | S W O                                                 | S W O                               |
| 4                  | Dendrítico               | D                                                     | D                                   |
| 5                  | Mosaico                  | I                                                     | I                                   |
| 6                  | Carencia total de diseño | -                                                     | -                                   |
| 7                  | Cicatriz permanente      | X                                                     | X                                   |
| 8                  | Amputación               | Amp                                                   | Amp                                 |

## Regiones del palametograma
A la impresión entintada del diseño papilar de las palmas se lo denomina palametograma, el cual el autor dividió para su estudio en seis regiones llamadas «primera», «segunda», «tercera», «cuarta», «quinta» y «sexta». Tomando como base la anatomía topográfica de la mano y definiendo cinco líneas rectas imaginarias, a las que nombró como «primera», «segunda», «tercera», «cuarta» y «quinta».
La primera línea recta imaginaria une el punto superior del espacio correspondiente al pliegue de flexión de la base de inserción del dedo pulgar con el límite externo de la mano, trazándose de forma paralela a la muñeca. La segunda se traza desde el punto de mayor curvatura del pliegue de flexión de la muñeca (ubicado sobre el túnel carpiano) hasta la primera línea, de forma perpendicular a ésta. La tercera, cuarta y quinta línea recta imaginaria se trazan desde el punto medio del espacio correspondiente al pliegue de flexión de la base de inserción de los dedos índice, medio y anular, respectivamente, hasta el punto central de la primera línea.
La primera región queda limitada por la tercera y cuarta línea; la segunda, por la cuarta y quinta; la tercera, por la quinta, la primera y el límite externo de la mano; la cuarta, por la primera línea, la segunda, la muñeca y el límite externo; la quinta por primera línea, la segunda, la muñeca y el pulgar y la sexta por la primera línea, la tercera y el límite interno.

## Línea de clasificación

En archivos muy grandes se necesita un sistema detallista para localizar rápidamente una ficha, esa es la principal ventaja de este sistema

La línea de clasificación es un diagrama que indica cuales son los diseños presentes en un determinado palametograma, con el fin de clasificarlo de manera correcta en un archivo. El diagrama consta de una tabla de dos filas y doce columnas, si se trata de una clasificación bipalmar, o seis, si es monopalmar. Si se trata de un archivo bipalmar se coloca primero la línea de clasificación izquierda seguida de la derecha, separada por una línea doble o una sola, pero de mayor longitud que las otras, de manera que pueda distinguirse claramente en donde finaliza la clasificación de una mano y comienza la de la otra. En caso de tratarse de un archivo monopalmar debe indicarse de manera explícita de qué mano se trata. Una forma es la de identificar las fichas con dos colores diferentes: rojo para los palametogramas izquierdos y negro para los derechos.
En los casilleros de la segunda fila de cada mano se colocan alternativamente los números romanos I, II, III, IV, V y VI para representar las distintas regiones del palametograma. En la fila superior se ubica la simbología correspondiente a los diseños que dicho palametograma posee, uno por cada vez que aparezca, respetando el orden de prelación. Las letras van siempre en imprenta mayúscula y el primer diseño de cada región en un tamaño de letra ligeramente superior al resto. El primer diseño de cada región será la clasificación básica y los demás, la complementaria.
Si un diseño se encuentra entre dos regiones, se especifica solo en aquel que incluya el centro del mismo o, en caso de no poseerlo, la mayor parte del diseño. Si se ubica en partes iguales, se debe considerar solo en la primera región que aparezca.
Ejemplo
| AALX | AAL | AW  | U  | I | -  | AAB | AB | AO  | UC | I | A  |
| I    | II  | III | IV | V | VI | I   | II | III | IV | V | VI |